# Johannes Angelus Arcimboldus

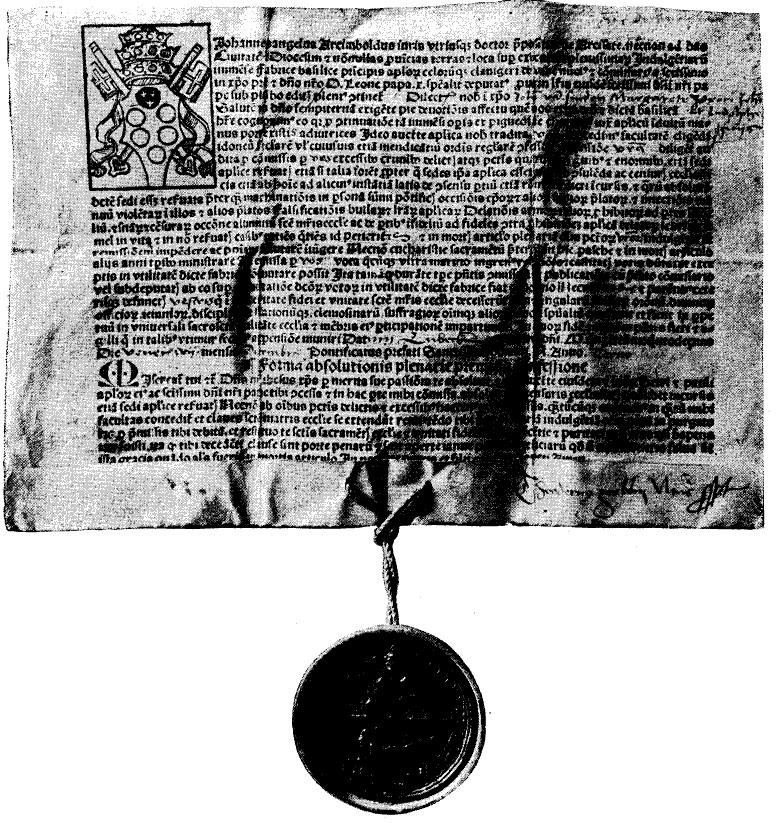
Avlatsbrev utfärdat av Arcimboldus.

Johannes Angelus Arcimboldus (latinsk namnform, på italienska Giovannangelo Arcimboldi), född i Milano omkring 1485, död på samma ort den 6 april 1555, var en påvlig legat och avlatskrämare i Norden, senare biskop i Milano, av en förnäm milanesisk släkt, som bland sina medlemmar räknade flera höga andliga.

## Biografi
Arcimboldus inträdde tidigt på den kyrkliga banan. Han blev, ännu ej 30-årig, protonotarie hos påven Leo X och utnämndes av denne till prost i klostret Arcisate. 1514 utnämndes han till generalkommissarie för avlaten i större delen av Tyskland och Norden samt bekläddes med myndighet som påvlig legat. Han gjorde en rik skörd i Lübeck och Hamburg 1516 och anlände förmodligen följande år till Danmark med uppdraget att mäkla fred mellan Sten Sture den yngre och Gustav Trolle. 
I stället kom han att inrikta sig på hejdandet av Kristian II:s anfall mot Sverige, och bemedlade ett kortare stillestånd; det har ansetts att han här gynnade Danmark. Hans fredsmäklande misslyckades dock. Han begav sig därefter, 1518, till Sverige i och för avlatshandelns fortsättande och mottogs med stor ärebetygelse. Åtskilliga av de avlatsbrev Arcimboldus då utfärdade finns bevarade än i dag. Tvisten mellan ärkebiskopen och Sten Sture försökte han nu avgöra så, att Arcimboldus själv skulle bli ärkebiskop. Till dess att påvens bekräftelse härpå erhållits skulle den avgångne ärkebiskop Jakob Ulvsson fungera som ärkebiskop.
Vid Arcimboldus återkomst till Danmark beslagtog emellertid Kristian II hela bytet av avlatshandeln. Samma öde drabbade hans bror Antonellus Arcimboldus som verkat på Gotland. Gustav Vasa klagade senare, att det var med svenska folkets egna penningar rikets fiender försökt bringa fördärv över detsamma. Antonellus Arcimboldus fängslades av konung Kristian, och endast genom en snabb flykt tillbaka till Sverige lyckades Arcimboldus på sin hemfärd undgå samma öde. Från Kalmar seglade Arcimboldus över till Tyskland, där han fann reformationen i full gång, varför han återvände till kurian. Han återvann senare påvens ynnest, utnämndes 1523 (eller möjligen 1525) till biskop av Novara och 1550 till ärkebiskop av Milano. Såsom sådan avled han 1555.